# (100802) 1998 FK93
(100802) 1998 FK93 es un asteroide perteneciente al cinturón de asteroides, región del sistema solar que se encuentra entre las órbitas de Marte y Júpiter, descubierto el 24 de marzo de 1998 por el equipo del Lincoln Near-Earth Asteroid Research desde el Laboratorio Lincoln, Socorro, Nuevo México, Estados Unidos.

## Designación y nombre
Designado provisionalmente como 1998 FK93. 

## Características orbitales
1998 FK93 está situado a una distancia media del Sol de 2,575 ua, pudiendo alejarse hasta 3,396 ua y acercarse hasta 1,755 ua. Su excentricidad es 0,318 y la inclinación orbital 7,427 grados. Emplea 1509,98 días en completar una órbita alrededor del Sol.

## Características físicas
La magnitud absoluta de 1998 FK93 es 15,2. Tiene 2,562 km de diámetro y su albedo se estima en 0,355. 